# Lotnisko Łask
Lotnisko Łask – lotnisko Sił Powietrznych położone na południe od Łasku. 

## Historia
Lotnisko położone jest na terenie wsi Gucin w gminie Buczek i ma adres Gucin 58a.
19 września 2006 Minister Obrony Narodowej wpisał lotnisko wojskowe Łask (kompleks nr 6030) do rejestru lotnisk wojskowych, a głównym wojskowym użytkownikiem lotniska uczynił Jednostkę Wojskową Nr 1158.
Z uwagi na to, że w przeszłości w aglomeracji łódzkiej brakowało portu lotniczego mogącego przyjmować samoloty pasażerskie wymagające drogi startowej o długości 2500 metrów, dążono do wykorzystania łaskiego lotniska wojskowego do celów cywilnych. W ten sposób powstał plan rozbudowy lotniska i utworzenia w Łasku portu lotniczego dla Polski środkowej, obsługującego Łódź, Piotrków Trybunalski, Bełchatów, Sieradz, Turek, Zduńską Wolę.
Biuro Studiów i Projektów Lotniskowych określiło prognozy ruchu dla lotniska w Łasku. Według tych prognoz w 2010 mogło tu być obsługiwanych od 150 do 200 tys. pasażerów rocznie, a w 2030 – 500 tys. Ideą przystosowania do ruchu pasażerskiego tego lotniska zajmuje się spółka "Port Lotniczy Łódź", która istnieje od 1998. Ostatnio jednak, z uwagi na rozbudowę portu lotniczego Łódź im. Władysława Reymonta, gdzie wydłużono drogi startowe do 2500 metrów, zbudowano terminal 2 i 3 – działania mające na celu wykorzystanie łaskiego lotniska do celów cywilnych uległy zahamowaniu.
Pod koniec 2017 roku rozpoczęto wydłużanie pasa startowego lotniska w celu przyjmowania największych samolotów NATO. Takie działania to m.in. wynik ustaleń szczytów NATO w Newport 2014 r. i w Warszawie 2016 r.
Lotnisko Łask było wykorzystywane kolejno przez następujące jednostki Wojska Polskiego:
- 31 Pułk Lotnictwa Myśliwskiego OPL (1956-1958),
- 31 Pułk Szkolno-Bojowy Oficerskiej Szkoły Lotniczej (1958-1963),
- 2 Pułk Lotnictwa Myśliwskiego OPK im. Ludowych Partyzantów Ziemi Krakowskiej (1963-1967),
- 10 Pułk Lotnictwa Myśliwskiego OPK im. Ludowych Partyzantów Ziemi Krakowskiej (1967-1990),
- 10 Pułk Lotnictwa Myśliwskiego (1990-2000),
- 32 Baza Lotnicza i 10 Eskadra Lotnictwa Taktycznego (2001-2009),
- 32 Baza Lotnictwa Taktycznego (od 1 stycznia 2010).

## Dane techniczne
| Droga startowa               | 10/28 (107°, 287°), Beton – 2500 × 60 m, PCN 54 R/B/W/T                      |
| System świateł               | 10/28 Uproszczony krzyż 420m                                                 |
| Paliwo                       | JET-A1, AVGAS 110LL                                                          |
| Strefa kontrolowana lotniska | (CTR)                                                                        |
| Urządzenia radionawigacyjne  | TACAN, ILS/DME IAS 110.900 MHz, NDB NT 423 KHz                               |
| Częstotliwości radiowe       | Łask Info: 128.500 MHz, Łask Zbliżanie: 124,425 MHz, Łask Wieża: 133,075 MHz |